# Cattedrali in Svezia
Questa è una lista delle cattedrali in Svezia.

## Cattedrali luterane (Chiesa di Svezia)
| Cattedrale                                                 | Arcidiocesi o Diocesi  | Località  | Dedicazione                           | Immagine |
| ---------------------------------------------------------- | ---------------------- | --------- | ------------------------------------- | -------- |
| Cattedrale di Göteborg Göteborgs domkyrka/Gustavi domkyrka | Diocesi di Göteborg    | Göteborg  | Gustavo II Adolfo di Svezia           |          |
| Cattedrale di Härnösand Härnösands domkyrka                | Diocesi di Härnösand   | Härnösand |                                       |          |
| Cattedrale di Karlstad Karlstads domkyrka                  | Diocesi di Karlstad    | Karlstad  |                                       |          |
| Cattedrale di Linköping Linköpings domkyrka                | Diocesi di Linköping   | Linköping |                                       |          |
| Cattedrale di Luleå Luleå domkyrka / Oscar Fredriks kyrka  | Diocesi di Luleå       | Luleå     | Oscar II di Svezia                    |          |
| Cattedrale di Lund Lunds domkyrka                          | Diocesi di Lund        | Lund      | San Lorenzo                           |          |
| Cattedrale di Skara Skara domkyrka                         | Diocesi di Skara       | Skara     |                                       |          |
| Cattedrale di Mariestad Mariestads domkyrka                | Diocesi di Skara       | Mariestad |                                       |          |
| Storkyrkan Storkyrkan / Sankt Nikolai kyrka                | Diocesi di Stoccolma   | Stoccolma | San Nicola                            |          |
| Cattedrale di Strängnäs Strängnäs domkyrka                 | Diocesi di Strängnäs   | Strängnäs | Santi Pietro e Paolo                  |          |
| Cattedrale di Uppsala Uppsala domkyrka                     | Arcidiocesi di Uppsala | Uppsala   | San Lorenzo, Sant'Erik e Sant'Olaf    |          |
| Cattedrale di Visby Visby domkyrka / Sankta Maria kyrka    | Diocesi di Visby       | Visby     | Vergine Maria                         |          |
| Cattedrale di Västerås Västerås domkyrka                   | Diocesi di Västerås    | Västerås  | Vergine Maria e San Giovanni Battista |          |
| Cattedrale di Växjö Växjö domkyrka                         | Diocesi di Växjö       | Växjö     |                                       |          |
| Cattedrale di Kalmar Kalmar domkyrka                       | Diocesi di Växjö       | Kalmar    |                                       |          |

## Cattedrali cattoliche
| Cattedrale                                                      | Diocesi              | Città     | Dedicazione | Immagine |
| --------------------------------------------------------------- | -------------------- | --------- | ----------- | -------- |
| Cattedrale cattolica di Sant'Erik Sankt Eriks katolska domkyrka | Diocesi di Stoccolma | Stoccolma | Sant'Erik   |          |

## Cattedrali siriache ortodosse
| Cattedrale                                                                                            | Diocesi                                               | Città      | Dedicazione            | Immagine |
| --- | ----------------------------------------------------- | ---------- | ---------------------- | -------- |
| Cattedrale siriaca ortodossa di San Giacomo di Nisibis Sankt Jacob av Nsibin syrisk-ortodoxa katedral | Arcidiocesi siriaca ortodossa di Svezia e Scandinavia | Södertälje | San Giacomo di Nisibis |          |